# Economia dell'ambiente
L'economia dell'ambiente è la branca dell'economia politica che si interessa di problematiche ambientali. La nascita della disciplina viene convenzionalmente fissata tra gli anni 1950 e gli anni 1960, nonostante alcuni concetti fondamentali fossero stati elaborati in precedenza. L'importanza della disciplina è cresciuta durante il XXI secolo a causa delle crescenti preoccupazioni ambientali. Alcuni temi fondamentali sono i costi e dei benefici delle politiche ambientali, la stima del valore delle risorse naturali, e le conseguenze dell'inquinamento e dei cambiamenti climatici sull'economia e il benessere delle persone. L'economia ambientale si interseca con diverse altre sottodiscipline, tra cui la microeconomia e la macroeconomia, l'econometria, l'economia sanitaria, l'economia dello sviluppo, l'economia dei trasporti e l'economia comportamentale. L'economia delle risorse naturali e l'economia dell'energia vengono a volte considerate come parte integrante dell'economia ambientale.
L'economia dell'ambiente si differenzia dall'economia ecologica in quanto quest'ultima intende l'economia come un sub-sistema dell'ecosistema, focalizzandosi sul mantenimento del capitale naturale. In generale, l'economia ecologica viene considerata parte della economia eterodossa, mentre l'economia ambientale si sviluppa come parte dell'economia mainstream.

## Storia

### Periodo precedente gli anni 1950
Uno dei primi economisti che collegarono le questioni economiche a quelle ambientali fu Nicolas de Condorcet. Condorcet discuteva della possibilità che il governo non fosse tenuto a rispettare i diritti di proprietà privata nel caso in cui una attività agricola fosse causa di un peggioramento della qualità dell'aria e della salute per chi vivesse in zone limitrofe. All'interno della scuola classica, Adam Smith riconobbe che sebbene certi beni comuni portassero più benefici alla comunità di quanto costassero, tali costi non sarebbero stati sostenibili per uno o pochi individui. Thomas Robert Malthus, David Ricardo e John Stuart Mill svilupparono alcuni concetti relativi alla scarsità di risorse e ai beni comuni che sarebbero stati ripresi negli anni successivi. Benché gli economisti classici fossero consapevoli dell'esistenza di alcuni problemi ambientali derivanti dall'industrializzazione e del possibile ruolo delle politiche pubbliche, lo stato della teoria economica del tempo non permetteva di identificare i fallimenti del mercato responsabili di tali problemi e quali misure fossero necessarie per correggerli.

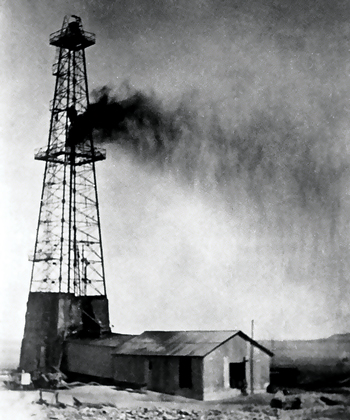
La regola di Hotelling illustra il tasso ottimale di estrazione di risorse non-rinnovabili come il petrolio.

Durante il periodo marginalista diversi economisti formularono concetti che sarebbero diventati fondamentali nella disciplina. William Jevons approfondì nel suo libro The Coal Question il tema della scarsità delle risorse naturali tramite il paradosso di Jevons, precursore del cosiddetto effetto rimbalzo. Il concetto di esternalità venne prima introdotto da Alfred Marshall in maniera generale nel suo Principles of Economics, per poi essere approfondito da Arthur Cecil Pigou. In particolare, Pigou espose diversi esempi di esternalità positive e negative – ad esempio la creazione di parchi urbani, il rimboschimento e l'inquinamento prodotto dalle ciminiere – e introdusse la cosiddetta imposta pigouviana per correggere quelle situazioni in cui i benefici marginali netti privati derivanti dalla produzione di un bene siano diversi dai benefici marginali netti a livello sociale.
In generale esistono alcuni temi ricorrenti negli scritti degli economisti della prima metà del XX secolo. La descrizione delle risorse ittiche come bene comune è affrontata da diversi autori, tra cui Marshall e Jens Warming. La gestione delle risorse non rinnovabili, già affrontata da William Jevons, John Stuart Mills e David Ricardo nel XIX secolo, viene nuovamente approfondita da Lewis C. Gray e Harold Hotelling. Quest'ultimo studiò la dinamica ottimale di estrazione e di prezzo delle risorse non rinnovabili, conosciuta anche come regola di Hotelling, e pose le basi per il metodo dei costi di viaggio per la valutazione dei beni non di mercato.
Nonostante quindi lo sviluppo di diverse importanti nozioni su cui si sarebbe fondata la futura disciplina, prima degli anni 1950 l'economia ambientale non era percepita come un ramo dell'economia a sé stante. In parte ciò avvenne perché le problematiche ambientali non erano ancora considerate come un valido argomento di interesse per l'economia politica, in parte perché gli strumenti di teoria economica necessari per analizzare tali questioni non erano ancora stati completamente elaborati.

### Seconda metà del XX secolo
A partire dalla seconda metà del XX secolo l'economia ambientale inizia ad affermarsi come disciplina economica. Negli anni 1950 Paul Samuelson introdusse la prima definizione formale di bene pubblico e il concetto di non-rivalità, mentre Francis Bator analizzò le esternalità dovute alla presenza di tali beni. Sempre in quel periodo, la Commissione Paley del governo statunitense sulle politiche minerarie aveva evidenziato come i prezzi di certe risorse minerarie stessero aumentando a tal punto da mettere a rischio lo stile di vita, l'economia e la sicurezza nazionale degli Stati Uniti. Sullo slancio di queste considerazioni, nel 1952 venne fondata Resources for the Future (RFF), il primo centro studi interamente dedicato all'economia dell'ambiente e delle risorse naturali. In questo periodo apparvero anche diversi studi sulla gestione delle risorse idriche, sulla pesca, sulla disponibilità e i prezzi delle risorse naturali, e sulla valutazione di beni non di mercato. A questi eventi si accompagnò anche una maggiore consapevolezza delle problematiche ambientali da parte del grande pubblico, in particolare con la pubblicazione nel 1962 negli Stati Uniti del libro "Primavera silenziosa" sugli effetti nocivi dell'uso dei pesticidi sull'ambiente. 
Pur essendo già state studiate da Marshall e Pigou, fino agli anni 1960 le esternalità negative e le loro conseguenze non erano considerate particolarmente rilevanti. Nel 1960 Ronald Coase sviluppò l'omonimo teorema, che elenca le condizioni necessarie per la risoluzione delle esternalità senza bisogno dell'intervento dello stato. La pubblicazione nel 1966 del saggio di Kenneth Boulding The economics of the coming spaceship Earth contribuì a mettere di nuovo in primo piano il problema delle esternalità. Nel 1969 Robert Ayres e Allen Kneese sostennero che le esternalità non fossero delle "bizzarre anomalie" ma che fossero sempre più importanti con l'aumento della popolazione e della produzione. Le imposte pigouviane dovevano far parte di un più vasto programma di protezione ambientale. La maggiore attenzione alla questione delle esternalità ambientali portò l'OCSE a adottare nel 1975 il principio del "chi inquina paga".
Parallelamente, cominciarono ad essere pubblicati alcuni dei primi studi che collegavano le esternalità ambientali alla nascente teoria del benessere. Per misurare il valore monetario implicito assegnato dagli individui a determinate riduzioni di inquinamento, iniziarono a svilupparsi il metodo dei prezzi edonici e il metodo della valutazione contingente. Questi due approcci verranno poi utilizzati in vari contesti, tra cui la misurazione della disponibilità a pagare per la riduzione del rischio di mortalità (valore di una vita statistica). 
La crisi energetica del 1973 diede spunto a una serie di analisi sul rapporto tra utilizzo delle risorse naturali, specialmente le risorse non rinnovabili, e la crescita economica. Negli anni successivi diversi economisti pubblicarono dei lavori riguardanti l'estrazione ottimale delle risorse e le relative questioni di equità intergenerazionale. Con la pubblicazione del rapporto Brundtland da parte della Commissione Mondiale sull'Ambiente e lo Sviluppo venne introdotto il concetto di sviluppo sostenibile. Pochi anni dopo, nel 1992, ebbe luogo il Summit della Terra, il primo organizzato dalle Nazioni Unite esplicitamente dedicato alle tematiche ambientali e alla sostenibilità. Sulla spinta del concetto di sviluppo sostenibile, venne sviluppato un sistema di contabilità nazionale che tenesse conto del deprezzamento delle risorse naturali, il prodotto nazionale netto. In quello stesso periodo gli economisti Gene Grossman e Alan Krueger pubblicarono i primi studi empirici che analizzarano la relazione tra crescita economica e degrado ambientale.
Nel frattempo, nacquero le prime associazioni professionali di economisti ambientali: nel 1979 venne fondata l'AERE (Association of Environmental and Resource Economists), e nel 1990 l'EAERE (European Association of Environmental and Resource Economists).

### Inizio del XXI secolo

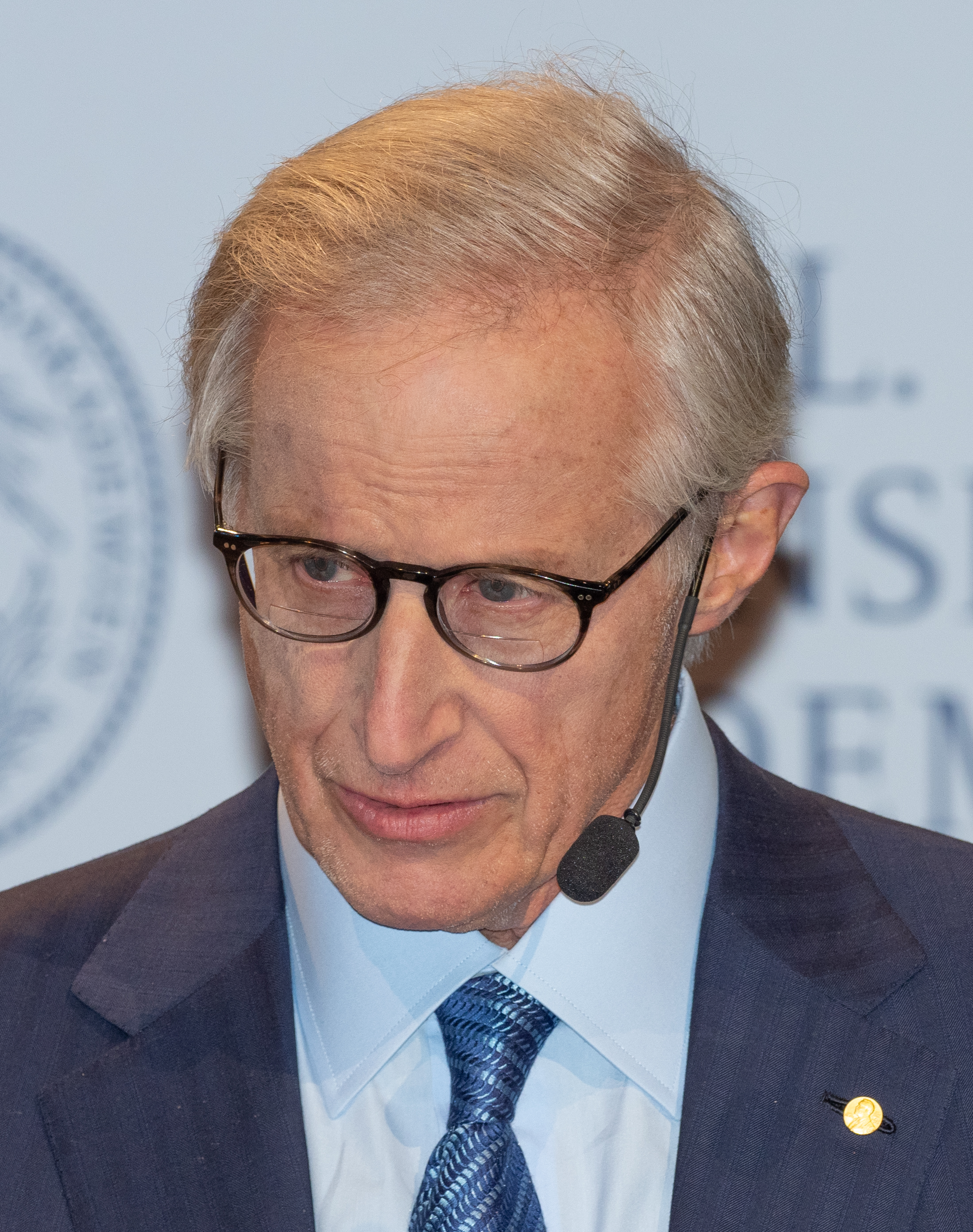
William Nordhaus, vincitore del Premio Nobel per l'economia nel 2018 per i suoi contributi sull'economia ambientale.

Dall'inizio del XXI secolo l'economia ambientale ha subito una nuova evoluzione nei temi trattati e nella metodologia. Il riscaldamento globale, le tematiche energetiche, la sostenibilità della pesca, l'analisi delle politiche ambientali e la valutazione dei beni non di mercato hanno assunto un ruolo crescente nella disciplina. Così come avvenuto per altre branche dell'economia, l'impiego di metodi empirici è aumentato al punto da uguagliare per importanza le metodologie strettamente teoriche largamente diffuse nella seconda metà del XX secolo. Anche l'orizzonte geografico dell'economia ambientale ha assunto un carattere maggiormente internazionale, con un aumento degli studi riguardanti paesi asiatici, africani e sudamericani. 
Nel XXI secolo il Premio Nobel per l'economia è stato insignito per la prima volta per contributi su temi di economia ambientale: a Elinor Ostrom nel 2009 per l'analisi della gestione delle risorse comuni, e a William Nordhaus nel 2018 per l'inclusione dei cambiamenti climatici nei modelli macroeconomici.

## Argomenti e concetti

### Fallimenti di mercato
Il concetto di "fallimento di mercato" è centrale nell'economia dell'ambiente. Un fallimento di mercato avviene quando il mercato non riesce ad allocare le risorse efficientemente. Per usare le parole di Hanley, Shogren e White (2007): «Un fallimento di mercato si verifica quando il mercato non alloca risorse scarse per generare il più grande benessere sociale raggiungibile. Esiste un disaccordo tra cosa un privato farebbe, dati determinati prezzi di mercato, e cosa la collettività preferirebbe che lei/lui facesse. Tale disaccordo implica sprechi o inefficienze economiche; le risorse possono essere ri-allocate al fine di rendere almeno una persona più ricca senza rendere nessun altro più povero». Forme comuni di fallimenti di mercato includono esternalità, non-esclusibilità e non-rivalità.

### Esternalità

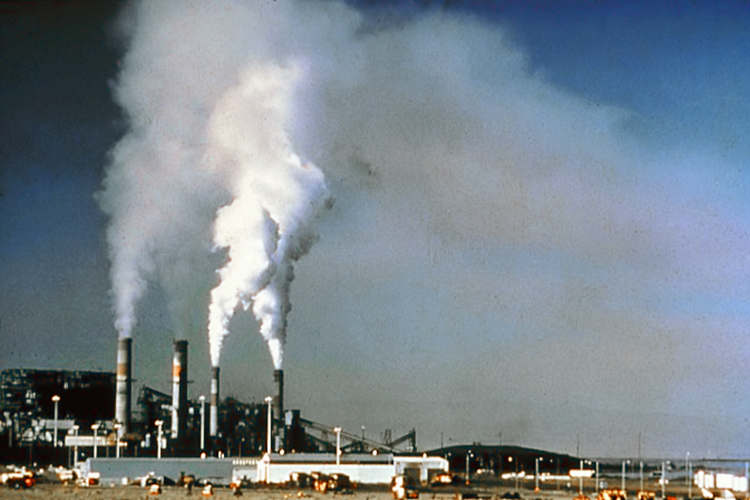
L'inquinamento dell'aria è un esempio di fallimento di mercato, dal momento che la fabbrica pone un'esternalità negativa sulla comunità.

In economia, un'esternalità si manifesta quando l'attività di produzione o di consumo di un soggetto influenza, negativamente o positivamente, il benessere di un altro soggetto, senza che chi ha subito tali conseguenze riceva una compensazione (nel caso di impatto negativo) o paghi un prezzo (nel caso di impatto positivo) pari al costo o al beneficio sopportato/ricevuto. Di frequente, un ottimo paretiano non è raggiungibile in presenza di esternalità negative.
In genere, l'economia dell'ambiente studia principalmente esternalità negative. Ad esempio, la vendita di legname amazzone, che non tiene conto del biossido di carbonio rilasciato (presente e potenziale) durante il disboscamento; o un'impresa inquinante, che non tiene conto dei costi che il proprio inquinamento impone ad altri. 

### Beni comuni e beni pubblici
Quando è troppo costoso (o impossibile) escludere l'accesso di una risorsa ambientale ad alcune persone, la risorsa è chiamata o bene comune (bene che ha caratteristiche di rivalità e non-esclusività) o bene pubblico (bene che manca la caratteristica di rivalità). In entrambi i casi, l'allocazione di mercato sarà probabilmente inefficiente.
Uno dei più famosi studi ed esempi è portato da Garrett Hardin, nella sua tragedia dei beni comuni: una situazione in cui diversi individui utilizzano un bene comune per interessi propri e nella quale i diritti di proprietà non sono chiari e quindi non è garantito il fatto che chi trarrà i benefici dall'uso della risorsa ne sosterrà anche i costi. Viene spesso indicato come il problema del free rider. Hardin teorizza che, ignorando la scarsità ed il valore dei beni comuni, in assenza di restrizioni, utilizzatori di una risorsa di libero accesso la useranno in maniera smisurata (di più rispetto al caso in cui dovessero pagare per essa o avessero diritti di esclusività), comportando un degrado ambientale.
La mitigazione dei cambiamenti climatici antropogenici è un esempio di bene pubblico, in cui i benefici sociali non sono completamente tradotti e riflessi sui prezzi di mercato.

## Consenso all'interno della disciplina
La disciplina ha raggiunto un consenso piuttosto ampio rispetto a determinati argomenti, mentre altre questioni restano senza una risposta condivisa. Un sondaggio del 2012 tra i membri dell'Association of Environmental and Resource Economists ha evidenziato un largo consenso sull'incapacità del mercato da solo di fornire quantità ottimali di beni pubblici, sulla superiorità di tasse o di mercati delle emissioni rispetto a standard sulle emissioni, sulla superiorità di quote di pesca individuali rispetto a regolamentazioni sull'accesso alle risorse ittiche, e sulla presenza di sfruttamento eccessivo delle risorse naturali quando queste sono accessibili senza restrizioni. Una grande maggioranza di economisti ambientali ritiene inoltre che le politiche per l'ambiente non danneggino necessariamente l'economia, che la gestione delle risorse naturali dovrebbe tenere conto dei bisogni delle generazioni future, e che la multifunzionalità delle foreste e dei boschi dovrebbe essere valorizzata. Maggiori incertezze esistono invece sulla capacità del progresso tecnologico di risolvere i problemi ambientali, su quale sia la destinazione ottimale dei proventi delle imposte ambientali, sull'inclusione di clausole ambientali nei trattati commerciali, sulla relazione tra crescita economica, crescita della popolazione e degrado ambientale, e sulla dinamica dei prezzi delle risorse non rinnovabili.
Una serie di sondaggi dell'Università di Chicago su un gruppo di economisti operanti in Europa e negli Stati Uniti ha evidenziato un largo consenso a favore di una tassa sul carbonio rispetto a regolamentazioni ambientali a livello di settore e dell'introduzione di pedaggi urbani su reti stradali congestionate.

## Associazioni professionali
Le principali associazioni internazionali di economia ambientale sono l'Association of Environmental and Resource Economists (AERE), l'European Association of Environmental and Resource Economists (EAERE), e l'East Asian Association of Environmental and Resource Economics (EAAERE). In Italia l'associazione nazionale è l'Italian Association of Environmental and Resource Economists (IAERE).

## Riviste accademiche
Alcune delle principali riviste accademiche specializzate in economia ambientale sono:
- Environment and Development Economics
- Environmental and Resource Economics (ERE), rivista ufficiale dell'European Association of Environmental and Resource Economists
- Journal of the Association of Environmental and Resource Economists (JAERE), rivista ufficiale dell'Association of Environmental and Resource Economists
- Journal of Environmental Economics and Management (JEEM)
- Land Economics
- Review of Environmental Economics and Policy (REEP)
- Resource and Energy Economics